# Sospiro
Sospiro est une commune italienne de la province de Crémone, dans la région Lombardie.

## Administration
| Période                                  | Période | Identité | Étiquette | Qualité |
| ---------------------------------------- | ------- | -------- | --------- | ------- |
|                                          |         |          |           |         |
| Les données manquantes sont à compléter. |         |          |           |         |

### Hameaux
Longardone, S.Salvatore, Tidolo

### Communes limitrophes
Cella Dati, Malagnino, Pieve d'Olmi, Pieve San Giacomo, San Daniele Po, Vescovato (Italie)

## Économie
- L'entreprise Caselani, spécialisée dans la fibre de verre pour les bateaux de luxe avec Riva parmi ses prestigieux clients[2], qui propose des kits de modification de véhicules utilitaires contemporain de la marque Citroën dans un style néo-rétro, est basée à Sospiro.